# 中甸香青
中甸香青（学名：Anaphalis chungtienensis）是菊科香青属的植物，为中国的特有植物。分布于中国大陆的云南等地，生长于海拔3,100米至3,800米的地区，多生长在山坡菖，目前尚未由人工引种栽培。
其种加词“chungtienensis”意为“中甸（云南省迪庆藏族自治州香格里拉市）的”。